# Цагараев, Казбек Асланбекович
Казбек Асланбекович Цагараев (род. 4 июля 1977) — российский самбист и дзюдоист, призёр чемпионатов России, чемпион мира среди военнослужащих, мастер спорта России международного класса, Заслуженный тренер России. Старший тренер юношеской сборной Северной Осетии. Выступал в полулёгкой весовой категории (до 66 кг). Одним из воспитанников Цагараева является призёр чемпионатов России, мастер спорта международного класса Сергей Кесаев.

## Спортивные результаты
- Чемпионат России по дзюдо 1999 года — ;
- Чемпионат России по дзюдо 2003 года — ;